# Froðba
Froðba [ˈfɹoːba] és un poble de l'illa de Suðuroy, a les illes Fèroe. Forma part del municipi de Tvøroyri. L'1 de gener del 2021 tenia 272 habitants. Froðba està situat al nord de la boca del Trongisvágsfjørður, un fiord que s'endinsa en la costa est de l'illa de Suðuroy.

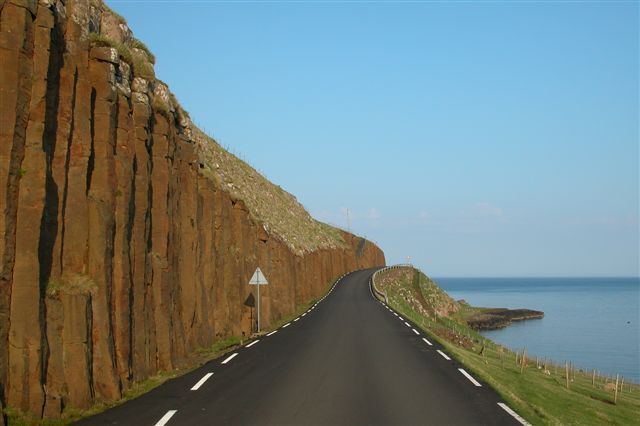
Formacions basàltiques als afores de la localitat.

La localitat ha crescut en els darrers anys juntament amb Tvøroyri, situada immediatament a l'oest. A Froðba es pot passejar pel parc Viðarlundin við Tvøroyrar kirkju, una àrea situada al costat de l'església composta d'arbres de diferents espècies. També i hi ha interessants formacions de columnes basàtiques. Una petita carretera condueix al cap Frobiarnípa de 324 metres d'alçada, des d'on es poden observar bons panorames. Des d'aquí es pot accedir a una cova anomenada Hol í Hellu. Pel camí es poden observar dipòsits de carbó petrificats; són el testimoni d'un bosc que el va cobrir la lava fa 50 milions d'anys.
Segons diu la tradició, Froðba seria la població més antiga de l'illa. Aquí s'hi hauria establert un rei danès anomenat Fróðe, quan des de Dinamarca es dirigia cap a Irlanda. El nom Froðba prové del nòrdic antic Fróðabæ, que significa "el poble (o assentament) de Frode". El nom Fróðabæ va evolucionar a Froðabø i finalment a Froðaba i Froðba; la paraula feroesa bø es pot traduir per lloc, habitatge, assentament, poble o, fins i tot, camp o prat. Altres topònims de l'illa de Suðuroy contenen la paraula ba, Bæ o Bø, com ara Hvalba o Sumba. L'antiga església de Froðba acollia una pedra rúnica que va ser portada a Dinamarca el 1823 i que estava catalogada a la Nationalmuseet, però es va perdre. L'any 2003 es va tornar a trobar, però una catalogació confosa arran de la seva redescoberta ha fet que la pedra torni a estar en un lloc desconegut.
El poeta Poul F. Joensen (1898-1970), que treballava de professor a l'escola del poble poble, va viure durant més de mig segle a Froðba. Des del juny del 2007, hi ha un monument (Minnissteinur) que el recorda a prop de la casa on va viure. La pedra del monument prové de Sumba, el lloc que el va veure néixer i créixer. Un net del poeta, el polític socialdemòcrata Kristin Michelsen i antic alcalde deTvøroyri, encara viu avui a Froðba.